# Železniční trať Kúty–Trnava
Železniční trať Kúty–Trnava (v jízdním řádu pro cestující označená číslem 116) je elektrizovaná jednokolejná železniční trať na Slovensku, která spojuje Kúty a Trnavu. Propojuje tratě 110 (Bratislava–Kúty) a 120 (Bratislava–Žilina).

## Historie
Železniční spojení Kút a Trnavy poprvé veřejně prezentoval senický rodák Viliam Pauliny-Tóth, poslanec uherského sněmu v roce 1871. Ve svém návrhu výstavby železnic počítal i s tratí Šahy–Levice–Nitra–Hlohovec–Holíč–Hodonín. Po dlouhých letech bylo koncem 19. století rozhodnuto o výstavbě tratě Nitra–Leopoldov–Trnava–Kúty–Břeclav.
Trať byla rozdělena na dva úseky: Lužianky–Leopoldov a Trnava–Jablonica–Kúty. Tvořila spojení Ponitří, Pováží a státní hranice s napojením na Severní dráhu císaře Ferdinanda s délkou 111,7 km.

### Otevírání úseků
- 14. prosince 1897: Trnava–Smolenice – 21,1 km
- 14. prosince 1897: Jablonica–Kúty – 32,1 km
- 11. června 1898: Smolenice–Jablonica – 13,8 km
- 6. září 1899: odbočka Jablonica – Brezová pod Bradlom – 11,7 km
- 8. září 1900: Kúty – státní hranice – 6,4 km

Železnice vede rovinou i horským terénem Malých Karpat a bylo nutné vykonat mnoho pozemních prací. Nejsložitější úsek průsmykem pohoří mezi Smolenicemi a Jablonicí je vedený 900 m dlouhým tunelem, největší násyp má 20,2 m a zářez 16,4 m. Celkově bylo potřeba postavit 212 staveb v celkové délce 791 m.
Za druhé světové války byla trať i tunel poškozeny ustupující německou armádou a byly nutné rozsáhlé opravy. Zprovozněna byla v květnu 1945 a opravy probíhaly do roku 1947, kdy se dokončily práce na tunelu.
Elektrizace tratě probíhala ve dvou etapách:
- 18. prosince 1980: úsek Kúty–Jablonica
- 21. května 1982: úsek Trnava–Jablonica

## Stanice na trati
- Kúty – křižovatka s tratí 110 a 114
- Kuklov
- Šaštín-Stráže
- Borský Mikuláš
- Šajdíkove Humence
- Senica
- Hlboké
- Jablonica – odbočná stanice pro trať 117
- Cerová-Lieskové
- Buková
- Smolenice
- Bíňovce
- Boleráz
- Klčovany
- Šelpice
- Trnava předměstí
- Trnava – křižovatka s tratí 120 a 133

## Rekonstrukce tratě a stanic
Budova stanice Senica byla po rekonstrukci znovu zpřístupněna v dubnu 2013. Od svého založení v roce 1897 byla rekonstruována ještě v letech 1967 a 1968. V roce 2013 proběhla rekonstrukce kolejí 1, 2 a 3 a nástupišť 1 a 2. Rekonstrukce umožnila bezbariérový přístup cestujících a byly nainstalovány vodící prvky pro nevidomé. Opraveno bylo také trakční vedení, kabelové rozvody, osvětlení a další součásti stanice. Nově byly instalovány informační a sdělovací prvky pro cestující. Náklady na stavbu byly 2 mil €.